# Thomas Kummer
Thomas Kummer (* 1964) ist ein Schweizer Politiker (Grüne).

## Leben
Thomas Kummer bildete sich an der Universität Fribourg zum klinischen Heil- und Sozialpädagogen und an der ETH Zürich zum diplomierten Kulturingenieur aus. Er ist Vater von drei Kindern und lebt mit seiner Familie in Willisau.

## Politik
Thomas Kummer rückte im Juni 2022 für den zurückgetretenen Valentin Arnold in den Kantonsrat des Kantons Luzern nach. Er ist seit 2022 Mitglied der Kommission Justiz und Sicherheit und Ersatzmitglied der Kommission Gesundheit, Arbeit und soziale Sicherheit.
Thomas Kummer ist Vorstandsmitglied des Naturschutzvereins Willisau und der Rathausbühne Willisau. Er ist lokaler Fledermausschützer der Gemeinden Hergiswil, Menznau, Willisau, Grosswangen, Fischbach, Grossdietwil und Altbüron.